# Liste der Länderspiele der bangladeschischen Futsalnationalmannschaft der Frauen
Die nachfolgende Liste enthält alle Länderspiele der bangladeschischen Futsalnationalmannschaft der Frauen, die der Fußballverband von Bangladesch, die Bangladesh Football Federation (BFF), im Jahr 2017 gegründet hat. Futsal ist die einzige von der FIFA anerkannte Variante des Hallenfußballs. Bisher wurden drei Länderspiele ausgetragen.

## Länderspielübersicht
Legende
- Erg. = Ergebnis
- n. V. = nach Verlängerung
- i. S. = im Sechsmeterschießen
- abg. = Spielabbruch
- H = Heimspiel
- A = Auswärtsspiel
- * = Spiel auf neutralem Platz
- Hintergrundfarbe grün = Sieg
- Hintergrundfarbe gelb = Unentschieden
- Hintergrundfarbe rot = Niederlage

| Nr.                    | Datum      | Erg. | Gegner         |   | Austragungsort                        | Anlass                            | Bemerkungen |
| ---------------------- | ---------- | ---- | -------------- | - | ------------------------------------- | --------------------------------- | --- |
| 1                      | 02.05.2018 | 1:7  | Malaysia       | * | Bangkok (THA), Bangkok Arena          | Asienmeisterschaft 2018- Endrunde | Erstes Spiel auf neutralem Platz Erste Niederlage Erste Niederlage auf neutralem Platz Erstes Länderspiel gegen Malaysia |
| 2                      | 04.05.2018 | 0:7  | Vietnam        | * | Bangkok (THA), Bangkok Arena          | Asienmeisterschaft 2018- Endrunde | Höchste Niederlage Höchste Niederlage auf neutralem Platz Erstes Länderspiel gegen Vietnam                               |
| 3                      | 06.05.2018 | 1:6  | Republik China | * | Bangkok (THA), Indoor Stadium Huamark | Asienmeisterschaft 2018- Endrunde | Erstes Länderspiel gegen die Republik China                                                                              |
| Stand: 24. August 2018 |            |      |                |   |                                       |                                   | |

## Statistik
In der Statistik werden nur die offiziellen Länderspiele berücksichtigt.
Legende
- Sp. = Spiele
- Sg. = Siege
- Uts. = Unentschieden
- Ndl. = Niederlagen
- Hintergrundfarbe grün = positive Bilanz
- Hintergrundfarbe gelb = ausgeglichene Bilanz
- Hintergrundfarbe rot = negative Bilanz

### Gegner
| Land           | Kontinentalverband | Sp. | Sg. | Uts. | Ndl. | Torverhältnis |
| -------------- | ------------------ | --- | --- | ---- | ---- | ------------- |
| Republik China | AFC                | 1   | 0   | 0    | 1    | 1:6           |
| Malaysia       | AFC                | 1   | 0   | 0    | 1    | 1:7           |
| Vietnam        | AFC                | 1   | 0   | 0    | 1    | 0:7           |
| Gesamt         | Gesamt             | 3   | 0   | 0    | 3    | 02:20         |

### Kontinentalverbände
| Kontinentalverband                 | Sp. | Sg. | Uts. | Ndl. | Torverhältnis |
| ---------------------------------- | --- | --- | ---- | ---- | ------------- |
| AFC (Asien)                        | 3   | 0   | 0    | 3    | 02:20         |
| CAF (Afrika)                       | 0   | 0   | 0    | 0    | 0:0           |
| CONCACAF (Nord- und Mittelamerika) | 0   | 0   | 0    | 0    | 0:0           |
| CONMEBOL (Südamerika)              | 0   | 0   | 0    | 0    | 0:0           |
| OFC (Ozeanien)                     | 0   | 0   | 0    | 0    | 0:0           |
| UEFA (Europa)                      | 0   | 0   | 0    | 0    | 0:0           |
| Gesamt                             | 3   | 0   | 0    | 3    | 02:20         |

### Anlässe
| Anlass                             | Sp. | Sg. | Uts. | Ndl. | Torverhältnis |
| ---------------------------------- | --- | --- | ---- | ---- | ------------- |
| Asienmeisterschaft-Endrundenspiele | 3   | 0   | 0    | 3    | 02:20         |
| Freundschaftsspiele                | 0   | 0   | 0    | 0    | 0:0           |
| Gesamt                             | 3   | 0   | 0    | 3    | 02:20         |

### Spielarten
| Spielart                       | Sp. | Sg. | Uts. | Ndl. | Torverhältnis |
| ------------------------------ | --- | --- | ---- | ---- | ------------- |
| Heimspiele (H)                 | 0   | 0   | 0    | 0    | 0:0           |
| Spiele auf neutralem Platz (*) | 3   | 0   | 0    | 3    | 02:20         |
| Auswärtsspiele (A)             | 0   | 0   | 0    | 0    | 0:0           |
| Gesamt                         | 3   | 0   | 0    | 3    | 02:20         |

### Austragungsorte
| Austragungsort | Land     | Sp. | Sg. | Uts. | Ndl. | Torverhältnis |
| -------------- | -------- | --- | --- | ---- | ---- | ------------- |
| Bangkok        | Thailand | 3   | 0   | 0    | 3    | 02:20         |
| Gesamt         | Gesamt   | 3   | 0   | 0    | 3    | 02:20         |

### Spielergebnisse
|      | Gegentore | Gegentore | Gegentore | Gegentore | Gegentore | Gegentore | Gegentore | Gegentore |
| Tore | 0         | 1         | 2         | 3         | 4         | 5         | 6         | 7         |
| ---- | --------- | --------- | --------- | --------- | --------- | --------- | --------- | --------- |
| 0    | -         | -         | -         | -         | -         | -         | -         | 1         |
| 1    | -         | -         | -         | -         | -         | -         | 1         | 1         |